# Калхун (окръг, Айова)
Окръг Калхун (на английски: Calhoun County) е окръг в щата Айова, Съединени американски щати. Площта му е 1476 квадратни километра, а населението – 9668 души (по изчисления за юли 2019 г.). Административен център е град Рокуел Сити.